# Eksternalitet
I økonomi er en eksternalitet en omkostning eller gevinst som (eksterne) personer uden for den økonomiske transaktion på markedet påføres. En eksternalitet er negativ, hvis den sænker den andens velfærd. Der er typisk negative eksternaliteter forbundet med en fælles ressource. En eksternalitet er positiv hvis den hæver den andens velfærd. Der er typisk positive eksternaliteter forbundet med et offentligt gode.
Der er ikke tale om en eksternalitet, hvis et individ på et marked efterspørger mere af en vare, således at prisen presses op, hvilket sænker andre køberes velfærd, da denne påvirkning også er en del af den økonomiske transaktion på markedet.
Eksempler på eksternaliteter:
- En galende hane er en negativ eksternalitet, fordi naboer forstyrres af støjen tidligt om morgenen. Haneejeren bærer ikke den fulde omkostning ved dette, og tager derfor ikke nok forholdsregler i forbindelse med at begrænse hanens galen.
- Grundforskning skaber en positiv eksternalitet, da for eksempel beviset for en ny matematisk sætning kan bruges af alle, og ikke kun ham eller hende, der beviste den. (Se dog patenter).
- Forurening er et klassisk eksempel på en negativ eksternalitet, da omkostningerne som forårsages af en virksomheds produktion typisk ikke på falder virksomheden, og de derfor ikke tænker på at minimere deres forurening.

Nogle laissez-faire økonomer såsom Friedrich Hayek og Milton Friedman refererer til eksternaliteter som "naboeffekter" og "spillover effekter". Eksternaliteter behøver dog hverken være små eller lokale. Går man uden for den bredt definerede liberale økonomiske tradition, ser bl.a. marxister eksternaliteter snarere som reglen end som undtagelsen. Dette bunder i en analyse af den kapitalistiske produktionsform, hvor fokus er, at produktionen er blevet socialiseret (samfundsomspændende), mens beslutningstagningen stadig er individuel. Som løsning fremfører marxister tit en demokratisk planlagt økonomi som en altafgørende del af socialismen.

## Velfærdseffekter af eksternaliteter
Eksternaliteter spiller også en afgørende rolle i velfærdsteorien. Da købere og sælgere på et marked ikke tager højde for eksternaliteter, skævvrides ligevægten i forhold til det sociale optimum. Dette ses klart i et udbuds/efterspørgsels-diagram, hvis de sociale kurver også indtegnes.

## Offentlig internalisering af eksternaliteter
Regeringen kan tage en række værktøjer i brug for at forbedre de skader eksternaliteter forårsager:
Regulering:
På simpel vis kan bestemt adfærd enten kræves, forbydes, eller kun tillades inden for visse grænser. For at undgå for meget forurening kan man for eksempel kræve af fabrikkerne, at de kun må udlede så og så meget forurening.
Pigovianske skatter:
Regeringen kan indføre skatter på eller subsidiere en vis form for adfærd for at transformere de private interesser til at ligne de sociale interesser. Skatter der laves for afbøde skaden af negative eksternaliteter, kaldes efter den engelske økonom Arthur Pigou, der var en tidlig fortaler for brugen af dem, for pigovianske skatter.
Rent økonomisk set er pigovianske skatter mere effektive end simpel regulering, da de tager højde for, hvor dyrt det er for den enkelte fabrik at nedbringe den negative eksternalitet. De virksomheder som kan nedbringe eksternaliteten til en lavere pris end den pigovianske skat vil gøre dette, mens de der kun kan gøre det til en højere pris end den pigovianske skat, vil betale skatten. Ved at sætte den pigovianske skat op og ned kan politikerne styre mængden af for eksempel forurening. Problemet er dog, at politikerne typisk ikke kender virksomhedernes udgifter ved at nedbringe eksternaliteten, og de derfor har svært ved at prisfastsætte den pigovianske skat.
En anden fordel ved pigovianske skatter er, at de i teorien giver virksomhederne incitament til at sænke forureningen mere end politikerne først ville have, da virksomhederne på denne måde skal betale mindre i skat.
Omsættelige kvoter:
Regeringen kan også sælge eller udbyde kvoter, som giver ret til at udøve handlinger, som medfører eksternaliteter – for eksempel forurening. Herved kan politikerne for eksempel fuldstændig fastsætte den mængde forurening de vil have udledt, hvilket især er en fordel, hvis virksomhedernes omkostninger ved at nedbringe forureningen ikke kendes. Samtidig vil det være sådan, at de virksomheder som billigt kan nedbringe eksternaliteten vil sælge kvoter (eller kun opkøbe få), mens de virksomheder for hvem det er dyrt at nedbringe eksternaliteten vil købe mange kvoter. Det bliver altså dem, der er bedst til at nedbringe eksternaliteten som gør det, hvilket ud fra et velfærdsøkonomisksynspunkt er mest effektivt.
Ud fra et efficienssynspunkt er den initiale fordeling af kvoterne også ligegyldig. Så længe de er omsættelige vil det økonomiske optimum altid nås, da virksomhedernes reservationspris vil afhænge af deres omkostninger ved at nedbringe eksternaliteten, og der vil opstå et marked for disse kvoter. Den initiale fordeling af kvoterne kan dog have stor fordelingsmæssig betydning.

## Private løsninger – Coase-teoremet
Ronald Coase argumenterede for, at individer selv kan organisere handler, der frembringer et efficient resultat, der eliminerer eksternaliteter uden at regeringen blander sig. Regeringen skal ifølge Coase-teoremet begrænse sig til at facilitere handlen mellem implicerede grupper og individer.
Ideen er, at hvis en handling person A gør, der for ham har en værdi af 500 kr., påfører person B en negativ eksternalitet, som person B vil betale 1000 kr. for at undgå, så vil de uanset om person A har retten på sin side til at gøre som han vil eller ej, så vil person A og B komme frem til et efficient resultat, hvis de købslår. Den initiale fordeling af rettighederne har dog indflydelse på den endelige fordeling:
- Hvis A har retten på sin side, vil B betale ham for eksempel 750 kr. for at lade være, og begge to vil så (når man opregner i alternativomkostninger) havde tjent 250 kr – i alt 500 kr.
- Hvis A ikke har retten på sin side, vil A, da han ikke kan udføre handlingen, miste hvad der svarer til en værdi på 500 kr., men B vil "tjene" 1000 kr. Det samlede resultat vil altså stadig være 500 kr.

Det samme gælder åbenlyst, hvis værdierne var modsat. Rettighedsfordeling er dog åbenlyst ikke ligegyldig for gevinstfordelingen, selvom det efficiente resultat altid samlet set opnås.
Der er dog tre forudsætninger for, at Coase-teoremet gælder:
1) Ejendomsrettighederne er veldefinerede
2) Folk handler rationelt
3) Der er ingen transaktionsomkostninger
Især 3) er typisk ikke opfyldt. Økonomer som James Meade siger sågar, at transaktionsomkostningerne altid er for høje til, at der kan finde en efficient handel sted. Dette begrundes bl.a. med, at handlen typisk ikke skal finde sted mellem to økonomiske aktører, men ofte mellem tusindvis af mennesker. Det skaber også basale spilteoretiske problemer, som illustreret af bl.a. fangens dilemma.